# Zhang Zongchang
Zhang Zongchang (chiń. upr. 张宗昌; chiń. trad. 張宗昌; pinyin Zhāng Zōngchāng; Wade-Giles Chang Tsung-ch’ang; ur. 13 lutego 1881 w Laizhou w prowincji Shandong, zm. 3 września 1932) – chiński wojskowy, militarysta, gubernator prowincji Shandong.

## Życiorys
Zhang urodził się 13 lutego 1881 roku w prowincji Shandong w biednej rodzinie. Jego matka była „praktykującą czarownicą”, a ojciec muzykiem-alkoholikiem. Ostatecznie rozstali się, a Zhang został pozostawiony z matką i jej nowym kochankiem.
Pracował kolejno jako kieszonkowiec, wykidajło i poszukiwacz. W pewnym momencie pracował również na Syberii, zdobywając znajomość języka rosyjskiego. W latach 1900–1911 działał na pograniczu Mandżurii jako członek grup bandyckich, tzw. hunhuzów. Podczas Rewolucji Xinhai Zhang poprowadził oddział rewolucyjnych desperatów. Następnie związał się z Zhang Zuolinem, zostając w 1913 roku dowódcą jednej z jego dywizji. Jednak powiązania dywizji z rewolucjonistami sprawiły, że generał Feng Guozhang rozwiązał całą jednostkę, sprowadzając Zhanga do roli jedynie symbolicznej. W odpowiedzi zamordował on rewolucjonistę Chen Qimei w Szanghaju w 1916 roku, udowadniając tym samym, że jest lojalny i godny zaufania Fenga. Kiedy ten ostatni został wiceprezydentem Republiki Chińskiej, mianował Zhanga dowódcą swojej osobistej gwardii. W trakcie swojej kariery Zhang zyskał rozgłos z powodu swojej ekstrawagancji i okrucieństwa; zwykł mawiać, że nie wie ile ma kobiet, pieniędzy i wojska.

### Rządzenie Shandong
W czerwcu 1925 roku po wycofaniu się Japończyków z Shandongu wkroczył wraz ze swoją armią do tej prowincji, przejmując władzę jako wojskowy gubernator. W czasie swoich rządów Zhang i jego żołnierze zniszczyli lokalną gospodarkę poprzez korupcję, niegospodarność i jawną destrukcję. Pozbawiony funduszy, cały prowincjonalny system edukacyjny upadł do 1927 roku; prowincjonalna waluta, emitowana tak szybko, jak pozwalał na to druk, była prawie bezwartościowa. Krytyka mogła prowadzić do uwięzienia, a opór przynosił więcej „rozłupanych melonów”, z odciętymi głowami zawieszonymi na liniach telegraficznych jako przypomnienie dla ocalałych. Zhang zdobył sobie ponurą sławę w regionie, nakazując wystawiać na pokaz umieszczone w klatkach głowy swoich przeciwników.
Został pokonany przez wojska Kuomintangu podczas ekspedycji północnej. Podczas walk z Armią Narodowo-Rewolucyjną kazał wystawiać przed swoimi oddziałami słupy z przywiązanymi kobietami i dziećmi jako żywe tarcze. Po klęsce uciekł do Japonii. 

### Koniec kariery i zabójstwo
Po klęsce uciekł do Japonii, gdzie zginął zastrzelony przez chińskiego studenta, syna jednej ze swoich ofiar.